# Saison 1945-1946 du Football Club auscitain
La saison 1945-1946 du Football Club auscitain voit le club évoluer dans le second groupe de l’élite du rugby français élargie à 154 clubs entre un premier tableau de 54 clubs et un second de 100 clubs dont il fait partie (20 poules de 5 avec des clubs de moindres renommées).
Auch descend en Honneur, l’élite étant réduite de 154 à 64 clubs.
Auch se dote pour la première fois d’une équipe junior qui sera une véritable pépinière pour l’équipe première des années 1950.
Auch atteint aussi les seizièmes de finale de la coupe de France.

## Effectif
- Arrières :
- Ailiers :
- Centres :
- Ouvreur : Soulès
- Demis de mêlée :
- Troisièmes lignes centre :
- Troisièmes lignes aile :
- Deuxièmes lignes :
- Talonneurs :
- Piliers :